# NGC 2775
NGC 2775 je galaksija u zviježđu Raku.

## Vanjske poveznice
- SEDS: NGC 2775